# (5924) Teruo
(5924) Teruo es un asteroide perteneciente al cinturón de asteroides, región del sistema solar que se encuentra entre las órbitas de Marte y Júpiter, descubierto el 7 de febrero de 1994 por Takao Kobayashi desde el Observatorio de Ōizumi, Ōizumi, Japón.

## Designación y nombre
Designado provisionalmente como 1994 CH1. Fue nombrado Teruo en homenaje a Teruo Saegusa, uno de los más grandes alpinistas japoneses, que escaló el Monte Everest en dos ocasiones.

## Características orbitales
Teruo está situado a una distancia media del Sol de 2,345 ua, pudiendo alejarse hasta 2,600 ua y acercarse hasta 2,090 ua. Su excentricidad es 0,108 y la inclinación orbital 4,088 grados. Emplea 1312,19 días en completar una órbita alrededor del Sol.

## Características físicas
La magnitud absoluta de Teruo es 13,3. Tiene 13,58 km de diámetro y su albedo se estima en 0,059. 